# NGC 6253
NGC 6253 é um aglomerado estelar aberto na direção da constelação do Altar. Foi descoberto pelo astrônomo escocês James Dunlop em 1826. Devido a sua moderada magnitude aparente (+10,2), é visto mesmo com pequenos telescópios amadores ou com equipamentos maiores.